# IPhone 8
Das iPhone 8 ist ein Smartphone aus der iPhone-Reihe des US-amerikanischen Unternehmens Apple. Es ist der Nachfolger des iPhone 7 und wurde von Apple-CEO Tim Cook im Apple Park gemeinsam mit dem leistungsfähigeren iPhone X am 12. September 2017 der Öffentlichkeit vorgestellt. Das iPhone 8 gab es auch mit größerem Display in der Ausführung iPhone 8 Plus. Die Vorbestellungsphase begann am 15. September 2017, die Auslieferung an Kunden startete schließlich am 22. September 2017. Am 15. April 2020 stellte Apple den Vertrieb ein.

## Charakteristika

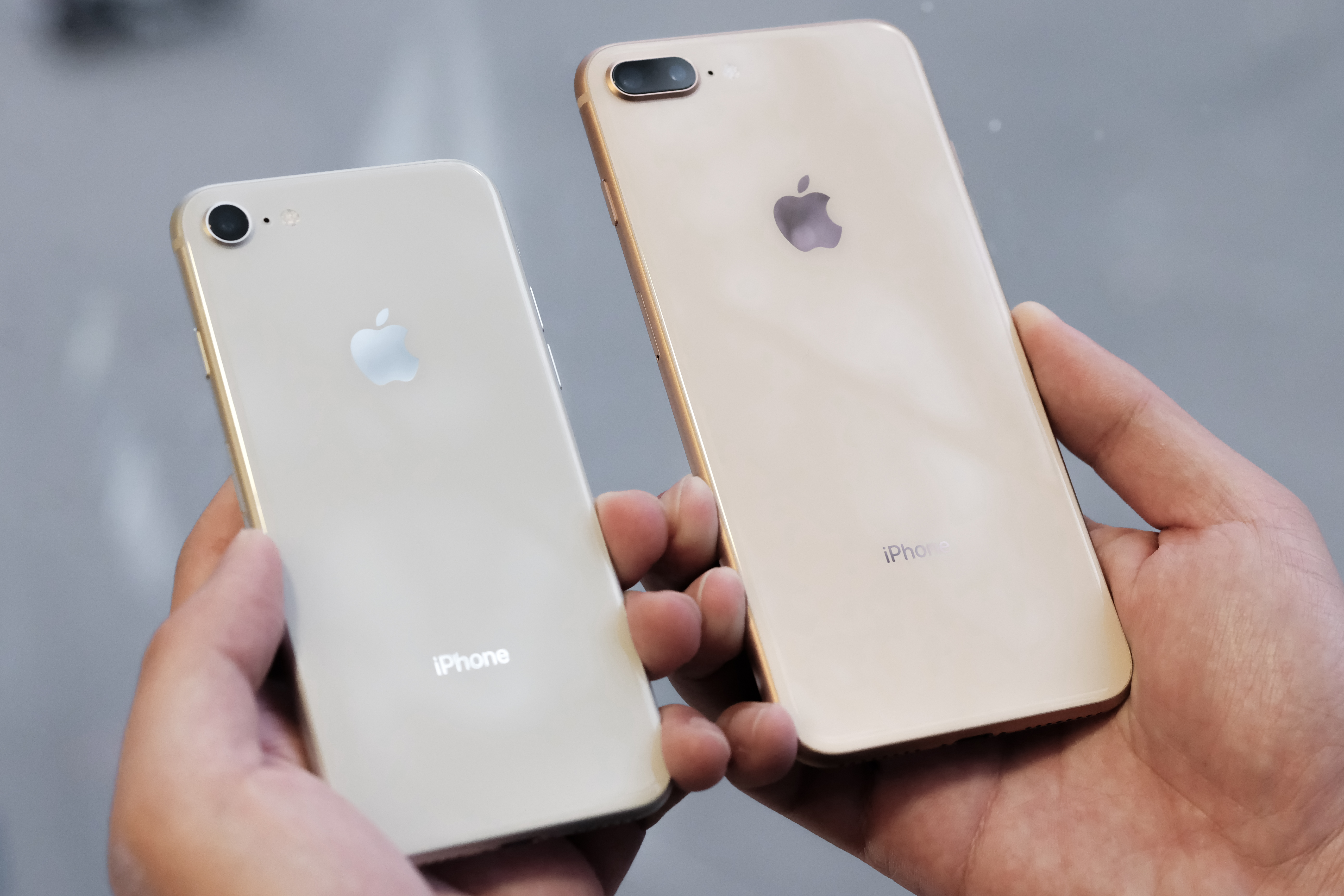
Rückseite des iPhone 8 in Silber und des iPhone 8 Plus in Gold

Im Gegensatz zum iPhone 7 ist die Rückseite aus Glas statt Aluminium, wodurch induktives Aufladen durch Qi-Ladegeräte möglich ist. Der Antennenstreifen ist nur noch auf dem Aluminiumrahmen zu finden. Wie beim Vorgänger iPhone 7 sind beide Modelle nach Schutzart IP67 zertifiziert.
Beide Modelle haben wie das iPhone X den A11-Bionic-SoC. Es ist der erste SoC in einem iPhone mit dedizierter Hardware für Maschinelles Lernen, welcher von Apple als „Neural Engine“ bezeichnet wird. Das iPhone 8 besitzt 2 GB Arbeitsspeicher, das iPhone 8 Plus – wie das iPhone X – 3 GB.
Das iPhone 8 hat einen 4,7 Zoll und das iPhone 8 Plus einen 5,5 Zoll großen Bildschirm. Es handelt sich um ein IPS-LCD. Neu ist die Unterstützung von True Tone, welches die Farbtemperatur an das Umgebungslicht anpasst. Diese Funktion kann in den Geräteeinstellungen ausgeschaltet werden.
Das iPhone 8 Plus bietet eine zweite Kamera, das iPhone 8 nicht, beide mit 12 Megapixel Auflösung. Videos werden mit Mono-Tonspur aufgezeichnet.
Während Apple beim Vorgängermodell die Kapazität der Batterie erhöhte, ist der Akku beim iPhone 8 und iPhone 8 Plus wieder kleiner. Die Laufzeit hat sich laut Hersteller nicht verändert.
Das iPhone 8 und das iPhone 8 Plus waren zunächst mit 64 GB sowie 256 GB nicht-erweiterbarem Speicher erhältlich, nach der Vorstellung (Keynote) vom iPhone 11 und iPhone 11 Pro am 10. September 2019 wurde die 256-GB-Variante durch eine mit 128 GB ersetzt.
Seit iOS 13 ist die Verschlüsselungsmethode für Drahtlosnetzwerke WPA3 für iPhone 8 und iPhone 8 Plus verfügbar.

## iPhone 8 Plus
Die technischen Spezifikationen des iPhone 8 Plus stimmen mit denen des iPhone 8 weitgehend überein. Die Unterschiede sind:
- Das iPhone 8 Plus hat eine größere Bildschirmdiagonale von 5,5 Zoll, mit der Full-HD-Auflösung 1920 × 1080 Pixel (entspricht 401 ppi).
- Die Gehäuseabmessungen (H × B × T) betragen 158,4 mm × 78,1 mm × 7,5 mm.
- Es hat 3 Gigabyte RAM.
- Die Akkulaufzeit ist länger als beim iPhone 8. Nach Angaben von Apple beträgt sie bis zu 21 Stunden Gesprächsdauer (im 3G-Netz), sowie bis zu 13 Stunden Internetnutzung (3G oder LTE). Der Akku hat eine Kapazität von 2.691 mAh.
- Das iPhone 8 Plus hat eine zweite Teleobjektiv-Kamera, welche unter anderem Porträtfotos mit unscharfem Hintergrund ermöglicht (Bokeh).

## Verfügbarkeit
Zur Markteinführung 2017 kostete das iPhone 8 799 € für 64 GB und 969 € für 256 GB. Das iPhone 8 Plus kostete jeweils 110 € mehr, also 909 € für 64 GB und 1079 € für 256 GB.
Mit der Veröffentlichung des iPhone XR und IPhone XS am 12. September 2018 wurden die Preise gesenkt. Das iPhone 8 kostete fortan 679 € für 64 GB und 849 € für 256 GB. Das iPhone 8 Plus kostete weiterhin jeweils 110 € mehr. Das heißt 789 € für 64 GB und 959 € für 256 GB.
Mit der Veröffentlichung des iPhone 11 und iPhone 11 Pro am 10. September 2019 wurden die Preise gesenkt, und anstelle einer 256-GB-Variante wurde nur noch eine günstigere 128-GB-Variante angeboten. Das iPhone 8 kostete fortan 529 € für 64 GB und 579 € für 128 GB. Das iPhone 8 Plus kostete jeweils 120 € mehr. Das heißt 649 € für 64 GB und 699 € für 128 GB.
Ersetzt wurde das iPhone 8 durch das iPhone SE (2. Generation). Die „Plus“-Version fiel ersatzlos weg.
| Modell        | Speicher | 15. September 2017 | 12. September 2018 | 10. September 2019 |
| ------------- | -------- | ------------------ | ------------------ | ------------------ |
| iPhone 8      | 64 GB    | 799 € (989 €)      | 679 € (825 €)      | 529 € (634 €)      |
| iPhone 8      | 128 GB   | —                  | —                  | 579 € (694 €)      |
| iPhone 8      | 256 GB   | 969 € (1.199 €)    | 849 € (979 €)      | —                  |
| iPhone 8 Plus | 64 GB    | 909 € (1.125 €)    | 789 € (959 €)      | 649 € (778 €)      |
| iPhone 8 Plus | 128 GB   | —                  | —                  | 699 € (838 €)      |
| iPhone 8 Plus | 256 GB   | 1079 € (1.335 €)   | 959 € (1.166 €)    | —                  |